# Isla de Kupreanof
La isla de Kupreanof es una de las principales islas del archipiélago Alexander, perteneciente al Área Censal de Petersburgo, en la región sudeste del estado de Alaska, en los Estados Unidos. Tiene una superficie de 2 802,8 km², siendo por tamaño la 13.ª isla de los Estados Unidos y la (170ª del mundo). 

## Geografía
La isla de Kupreanof está localizada en la parte nororiental del archipiélago Alexander. Está separada del continente, por su lado este, por las aguas del Pasaje Interior; por el norte, por las aguas del Frederik Sound, que la separan de la isla del Almirantazgo; al oeste, el estrecho de Keku la separa de la isla Kuiu; y al sur, el estrecho Sumner la separa de la isla del Príncipe de Gales; al sureste, los estrechos de Wrangell (Wrangell Narrows) la separan de las islas de Woewodski y Mitkof.
La isla tiene 84 km de largo y 32 km de ancho. La península de Lindenberg, en el lado sureste de la isla se considera parte de la isla. La península está separada del resto de la isla por un estrecho llamado canal Duncan. La población de la isla fue 785 en el censo de 2000. 
El mayor asentamiento de la isla es Kake, en el lado noroeste de la isla. La única otra ciudad es Kupreanof, en el lado oriental, en el estrecho Wrangell, frente a la ciudad de Petersburgo en la cercana isla de Mitkof. La isla se encuentra dentro de los límites del bosque nacional Tongass (en el Distrito Ranger de Petersburgo).

## Historia
La isla lleva el nombre del Baron Ivan Antonovich Kupreianov (1800-57), uno de los jefes de la Compañía Ruso-americana. 